# Nancy Kates
Nancy Kates és una cineasta independent amb seu a l'àrea de la badia de San Francisco. Va dirigir Regarding Susan Sontag, un llargmetratge documental sobre la desapareguda assagista, novel·lista, directora i activista. Mitjançant material d'arxiu, entrevistes, fotografies fixes i imatges de la cultura popular, la pel·lícula reflecteix l'audàcia del treball de Sontag i la importància cultural del seu pensament, i va rebre finançament de la National Endowment for the Humanities, el National Endowment for the Arts, la Foundation for Jewish Culture i el Sundance Documentary Film Program.
Kates és més coneguda per la pel·lícula Brother Outsider: The Life of Bayard Rustin, un llarg documental que va fer amb el coproductor Bennett Singer sobre Bayard Rustin, el líder dels drets civils gai. Fou estrenada a la sèrie de PBS POV i al Festival de Cinema de Sundance de 2003, i va rebre nombrosos premis, inclòs el GLAAD Media Award 2004 i premis del públic als principals festivals de cinema gai i lesbians nord-americans. També va rebre el premi a la millor pel·lícula al New Festival de Nova York i diversos premis del jurat. "En la lluita per la dignitat dels afroamericans, Rustin va ser potser la figura més crítica que molta gent mai no ha tingut", diu una ressenya a TIME Magazine, "però ni la societat convencional ni tan sols el lideratge dels drets civils van poder fer front a la seva honestedat" Aclamat com a "meravellós" per The Wall Street Journal, "pleg d'informació" per The New York Times, i "bonicament elaborat" per The Boston Globe, Village Voice elogia la pel·lícula per "haver tornat a la vida d'una manera vívida a un home que va influir profundament i brillantment en el curs dels moviments dels drets civils i de la pau."
El 1995, la tesi de màster de Kates per al programa de cinema de la Universitat Stanford, Their Own Vietnam, va guanyar un Student Academy Award en documental. La pel·lícula explica les històries de cinc dones nord-americanes que van servir a la guerra del Vietnam, inclosa una parella que es va conèixer mentre servia. Presenta una imatge complexa de la seva identitat com a dones, utilitzant imatges d'arxiu, pel·lícules casolanes i instantànies. La pel·lícula es va projectar al Sundance Film Festival, al South by Southwest Film Festival, al Boston International Festival of Women’s Cinema, i al Minneapolis-St. Paul International Film Festival entre d'altres, es va emetre a la televisió pública i va rebre un premi al mèrit de l'International Documentary Association/Premis David Wolper. The Journal of American History va elogiar la pel·lícula, dient que la "complexa fusió d'imatges del conflicte del Vietnam extretes d'imatges de notícies, instantànies i reclutament militar". pel·lícules amb els records d'una honestedat de cinc dones veteranes fan d'aquesta una pel·lícula extremadament convincent", i LA Weekly el van elogiar per les seves "transformacions plenes d'ira, dolor, culpa inimaginable i, de vegades, alegria, i per l'honestedat amb què surten a la llum."
Les seves pel·lícules anteriors inclouen Castro Cowboy, un curtmetratge sobre la difunta model de Marlboro Christen Haren que va morir de sida el 1996, Joining the Tribe, Married People, i Going to Extremes. Llicenciada amb honors l'any 1984 a la Harvard University, Kates va treballar durant diversos anys a l'Kennedy School of Government escrivint casos d'estudi de polítiques públiques. És una antiga productora de la sèrie de PBS Computer Chronicles, i ha treballat com a productora, escriptora, i consultor d'històries en diversos projectes documentals. També parla amb freqüència a escoles, col·legis i universitats.